# Louvre - Rivoli (metrostation)
Louvre — Rivoli er en station på metronettet i Paris og betjener metrolinje 1. Den ligger i 1. arrondissement. Den ligger under Rue de Rivoli.
Stationen Louvre har fået sit navn på grund af sin nærhed til Rue du Louvre og Louvre-palæet, men den ligger et stykke vej fra indgangen til Louvre-museet, som mest hensigtsmæssigt nås fra stationen Palais Royal — Musée du Louvre.
De to stationer blev omdøbt samtidig i 1989.

## Automatisering
Inden for rammerne af et projekt for modernisering og automatisering af metrolinje 1 blev perronerne på Louvre — Rivoli forhøjet i weekenden fra 21. til 22. februar 2009.

## Adgang
Dens eneste indgang findes ved krydset mellem Rue du Louvre og Rue de Rivoli, overfor Louvres facade.
- Udgang : en trappe til Rue de l'Amiral Coligny nummer 8.

## Trafikforbindelser
- RATP

## Udsmykning
Stationens udsmykning udmærker sig i forhold til de øvrige stationer på metronettet i Paris, idet der på perronerne er ophængt og opstillet kopier af kunstværker, som er udstillet på Louvre. For enden af perronen findes en historisk planche over Louvre og reproduktioner af gamle graveringer af paladset.
Til trods for at der ikke er offentlige bekendtgørelser og opslag på stationen, har den alligevel været bemalet med graffitimaleres "tags". Især blev stationen vandaliseret på iøjnefaldende måde i 1992.

## Omgivelser
I stationens nærhed findes:
- Pont des Arts
- Louvres centrale postkontor
- Rådhuset for 1. arrondissement
- Saint-Germain-l'Auxerrois-Kirken

## Galleri
- Louvres særlige stil
- Stationens perroner
- Udsmykninger med reproduktioner af værker, som findes i Louvre-museet.